# أوليفر بي. غريني
أوليفر بي. غريني (بالإنجليزية: Oliver B. Greene)‏ هو مقدم برامج إذاعية أمريكي، ولد في 14 فبراير 1915 في غرينفيل في الولايات المتحدة، وتوفي في 26 يوليو 1976.